# Sociedad Patriótica (Venezuela)
La Sociedad Patriótica o Club Patriótico fue una asociación política revolucionaria venezolana partidaria de la independencia de su país. Fue fundada por Juan Germán Roscio en julio de 1810 y agrupada por la Junta Suprema de Gobierno de Venezuela a raíz de los sucesos del 19 de abril de 1810. Esta se mantuvo activa durante la existencia de la Primera República.
Fue tanta su influencia que a fines de junio de 1811 se decía que en Venezuela existían dos congresos: el Congreso Constituyente y la Sociedad Patriótica. Los miembros de la Sociedad Patriótica fueron conocidos como los «socios».

## Historia

### Antecedentes
Fue en el siglo XVIII donde se empezó a gestar la independencia de Venezuela. La primera rebelión fue en 1749, cuando Juan Francisco de León, un inmigrante canario cultivador del general Felipe Ricardos, quien después fue nombrado gobernador de Caracas en 1751.
La segunda rebelión fue encabezada por José Leonardo Chirino, hijo de un esclavo negro y de una mujer libre india. Conjuntamente con varios esclavos, después de saquear varias haciendas y matar a sus dueños, intentaron tomar la ciudad de Coro, donde esperaban contar con el apoyo de exesclavos curazoleños. Sin embargo, los vecinos de Coro se prepararon para defender la ciudad y dominar el movimiento, con lo cual Chirino fue encarcelado y condenado a muerte por la Real Audiencia.
Asimismo, anteriormente tanto Francisco de Miranda como Simón Bolívar habían argumentado que era necesaria la formación de este tipo de asociaciones para ayudar a la difusión de ideas.

### Fundación y desarrollo
Fundada como la Sociedad de Agricultura y Economía, no tardó mucho tiempo para que la organización fuera la principal promotora de la ruptura con España. Entre sus miembros, aparte de Francisco de Miranda (quien se integró en diciembre de 1810), se encontraban José Félix Ribas, Antonio Muñoz Tébar, Vicente Salias, Francisco José Ribas, Simón Bolívar, Miguel José Sanz, Pedro Pellín, Casiano de Medranda, Miguel Peña Páez, Lorenzo Buroz, Francisco Antonio Paúl, Pedro Pablo Díaz, José Antonio Pelgrón, Pedro Salias, Rafael Castillo, Carlos Núñez, José María Núñez y Carlos Soublette.
En la celebración del primer aniversario de los sucesos del 19 de abril, fue la voz principal que abogaba por la independencia. En dicha celebración levantaron un árbol de la libertad y expusieron en la fachada unos retratos de Manuel Gual y José María España, con lo cual reivindicaban el legado de la conspiración independentista que ellos anteriormente defendieron.
Las críticas del régimen colonial, la difusión de las ideas separatistas y la presión ante el Congreso para que declarara la independencia fueron las acciones más importantes de la Sociedad Patriótica. El grupo se disolvió poco después de la declaración de la independencia, a mediados de 1812, cuando la mayoría de sus integrantes pasaron a tener funciones militares en la naciente república.

## Organización
La Sociedad Patriótica se convirtió en un órgano plenamente revolucionario de estilo jacobino. La presidencia de la organización fue de carácter rotativo. En sus sesiones discutían sobre economía, política, asuntos civiles, religiosos y militares. Llegó a contar con hasta 600 miembros solamente en Caracas y con filiales en Barcelona, Barinas, Valencia y Puerto Cabello. Sus sesiones se realizaban en horas de la noche desde las 6 p. m. hasta la madrugada en algunas ocasiones.
En esta sociedad participaban personas de todas las clases sociales incluyendo mujeres. Asimismo, la organización contó con un órgano de difusión que se llamó El Patriota de Venezuela, cuyo primera edición a fines de 1810 bajo la redacción de Vicente Salias y Antonio Muñoz Tébar. Ellos escribieron que este órgano tenía como fin lo siguiente:

...disipar la ignorancia de los pueblos; elevar las ideas de los ciudadanos a la alta dignidad de un hombre libre; constituir el Estado; manifestar que en Venezuela no debía haber otro rey que el que crió (sic) el Universo, ni otro gobierno que el que ella se constituya; y hacer palpable la falsedad de los derechos que la preocupación podía atribuir aún a Fernando de Borbón.
Vicente Salias y Antonio Muñoz Tébar

El sitio donde realizaban sus reuniones era en la esquina de Sociedad, la cual obtuvo su nombre por una antigua Sociedad de Fomento creada por órdenes de Carlos III. Tuvo varios presidentes, entre ellos: Miranda, Antonio Muñoz Tébar y Francisco Espejo.

### Miembros
Entre sus miembros se encontraban:
- Francisco de Miranda
- José Félix Ribas
- Antonio Muñoz Tébar
- Vicente Salias
- Francisco José Ribas
- Simón Bolívar
- Miguel José Sanz
- Pedro Pellín
- Casiano de Medranda
- Lorenzo Buroz
- Francisco Antonio Paúl
- Pedro Pablo Díaz
- José Antonio Pelgrón
- Pedro Salias
- Rafael Castillo
- Carlos Núñez
- José María Núñez
- Carlos Soublette